# Evolène
Evolène é uma comuna da Suíça, no Cantão Valais, com cerca de 1.712 habitantes. Estende-se por uma área de 210,0 km², de densidade populacional de 8,2 hab/km². Confina com as seguintes comunas: Ayer, Bagnes, Bionaz (IT-AO), Grimentz, Hérémence, Saint-Martin, Zermatt. 
A língua oficial nesta comuna é o Francês, mas também é usado o franco-provençal